# Mattapan
Mattapan est un quartier de la ville de Boston, dans l'État du Massachusetts, au nord-est des États-Unis. Il faisait partie à l'origine de Dorchester mais a été annexé par la ville de Boston en 1870. Les sites intéressants sont le Franklin Park, le Franklin Park Zoo et le cimetière historique de Forest Hills. 

## Démographie
Au Recensement de 2010 la population du quartier s'élevait à 22 600 habitants contre 24 733 au Recensement de 2000 soit une baisse de 7,1 %. La population de Mattapan est presque exclusivement constituée de Noirs (76,4 %) suivi des Hispaniques (12,1 %), les Blancs (6,3 %) et les Asiatiques très minoritaires (1,7 %). Le nombre d'habitations est de 9 150 contre 8 597 en 2000 soit une augmentation de 6,4 % avec un taux d'occupation en baisse passant de 96,2 % à 91,7 %.
Le revenu moyen en 2009 s'élevait à 47 076 dollars, avec 13 % population ayant un revenu inférieur à 10 000 dollars et seulement 1,0 % supérieur à 200 000 dollars, par contre et 22,6 % ont un revenu compris entre 75 000 dollars et 125 000 dollars et .

## Personnalités liées au quartier
- Nat Hentoff né le 10 juin 1925 à Mattapan  journaliste, historien, romancier et critique américain de jazz et de musique country.
- Dana Barros né le 13 avril 1967 à Mattapan est un ancien joueur professionnel américain de basket-ball de National Basketball Association. Avant la NBA, il joue au Boston College, terminant meilleur marqueur de l'histoire de l'équipe. Il joue 14 saisons en NBA. dont 6 avec les Celtics de Boston
- Big Shug de son vrai nom Gary Litz, est un rappeur américain, qui joue avec Guru et forme nsuite forme le duo Gang Starr avec DJ Premier.